# Synagoga Abrama Latowicza i Bombla Kaufepana w Łodzi
Synagoga Abrama Latowicza i Bombla Kaufepana w Łodzi – nieistniejący prywatny dom modlitwy znajdujący się w Łodzi przy Starym Rynku 13.
Synagoga została zbudowana w 1891 roku z inicjatywy Abrama Latowicza i Bombla Kaufepana. Podczas II wojny światowej hitlerowcy zdewastowali synagogę.
Po likwidacji Ghetto Litzmannstadt w 1944 roku budynek, w którym mieścił się dom modlitwy został rozebrany. W latach 50. XX wieku na jego miejscu wzniesiono nową kamienicę.